# Lee Meriwether (auteur)
Pour l’article homonyme, voir Lee Meriwether.
Lee Meriwether (25 décembre 1862 - 12 mars 1966) est un auteur américain, fonctionnaire du département de l'Intérieur des États-Unis puis du département d'État des États-Unis, et avocat .

## Biographie
Né le 25 décembre 1862 Columbus, Mississippi, il a étudié dans le système scolaire public de Memphis. De retour d'un long voyage en Europe entre 1885 et 1886, il est invité par le secrétaire des États-Unis à l'Intérieur à rédiger un rapport sur les conditions de travail en Europe, qui a ensuite été publié dans le rapport annuel de 1886 du bureau américain du Travail.
De 1886 à 1889, il a été employé par le ministère de l'Intérieur en tant qu'agent spécial chargé d'enquêter sur les conditions de travail aux États-Unis et dans le royaume d'Hawaï.
En 1889, il déménage dans le Missouri où il devient commissaire du travail, tout en exerçant le droit au sein du cabinet d'avocat de son père à Saint-Louis. Il a été admis à l' Association du Barreau du Missouri en 1892, et a pratiqué le droit à Saint-Louis pendant près de soixante-dix ans. Il a également écrit de nombreux récits de voyage, romans et nouvelles. Le 4 décembre 1895 il épouse Jessie Gair, puis se porte candidat sous la bannière du Parti démocrate (États-Unis) lors des élections municipales à St-Louis en 1897, il est battu par son opposant républicain.
Pendant la Première Guerre mondiale, il est nommé attaché spécial de l'ambassadeur des États-Unis en France de 1916 à 1918. Il était chargé d'effectuer des tournées d'inspection dans les camps de prisonniers allemands et autrichiens en France, afin de s'assurer de leur bon traitement.

## Distinction
- Croix de Cavaliere Ufficiale (it) par la Couronne d'Italie en 1938.

## Travaux
- Afloat and Ashore on the Mediterranean, New York, C. Scribner's Sons, 1892.
- After Thoughts, a Sequel to My Yesterdays, Webster Groves, Missouri, International Mark Twain Society, 1945.
- Europe Now and Then, Webster Groves, Missouri, International Mark Twain Society, 1951.
- History of the Celebrated Cardwell Case v. the St-Louis Republic, St. Louis, Executive Commitee of the Public Ownership Party, 1902.
- Jim Reed "Senatorial Immortal": A Biography, Webster Groves, Missouri, International Mark Twain Society, 1948.
- A Lord's Courtship: A Novel, Chicago, Laird and Lee, 1900.
- Miss Chunk: A Tale of the Times, St. Louis, Walter Vrooman, 1897.
- My first 98 years, 1862-1960, Columbia, Missouri, Artcraft Press, 1960.
- My Yesteryears: An Autobiography, Webster Groves, Missouri, International Mark Twain Society, 1942.
- Seeing Europe by Automobile: A Five-Thousand Mile Motor Trip through France, Switzerland, Germany, and Italy, with Excursions into Andoria, Corfu, Dalmatia, and Montenegro, New York, Baker and Taylor Company, 1911.
- The Tramp at Home, New York, Harper and Brothers, 1889.
- A Tramp Trip; How to see Europe on Fifty Cents a Day, New York, Harper and Brothers, 1887.
- The War diary of a Diplomat, by Lee Meriwether, Special Assistant to the American Ambassador to France, 1916, 1917, 1918, New York, Dodd, Mead and Company, 1919.